# Zeria orthoceras
Zeria orthoceras är en spindeldjursart som först beskrevs av Roewer 1933.  Zeria orthoceras ingår i släktet Zeria och familjen Solpugidae. Inga underarter finns listade i Catalogue of Life.